# Démographie du Maroc
La démographie du Maroc est l'ensemble des données et études concernant la population du Maroc à toutes les époques. Ces données sont gérées par le Haut-commissariat au plan (HCP). Le dernier recensement officiel de 2024 évalue la population du Maroc à 36,828 millionsd'habitants auxquels il faut ajouter la diaspora estimée à 4,5 millions de personnes.

## Évolution de la population
La population du Maroc était d'environ 6 millions en 1900. Elle a connu une croissance très rapide au cours du XXe siècle, le taux de croissance démographique dépassant les 3 % par an dans les années 1950. Le pic de croissance maximale a atteint 3,3 % par an entre 1952 et 1960. Il a ensuite diminué, revenant à 1,38 % entre 1994 et 2004 puis 1,25 % entre 2004 et 2014, un taux de croissance équivalent à la moyenne mondiale.
En 1981, le Maroc compte officiellement 20 millions d'habitants.
En 2004, le Maroc compte officiellement 29,6 millions d'habitants.
En 2014, le Maroc compte officiellement 33,8 millions d'habitants.
En 2024, le Maroc compte officiellement 36,8 millions d'habitants.
60 % de la population au Maroc est urbaine[réf. souhaitée].

### Composition ethnique
La population marocaine est principalement de souche berbère, arabe et juive.  
Comme dans les autres pays d'Afrique du Nord, la traite des Noirs, probablement présente dès le VIIe siècle et qui ne s'achève qu'au début du XXe siècle, ainsi que l'immigration récente ont contribué à l'établissement d'une communauté subsaharienne, installée essentiellement dans les villes du sud du pays. 
À partir de la fin du XVe siècle et jusqu'au début du XVIIe siècle, le Maroc accueille des populations fuyant la chute d'Al-Andalus : Andalous principalement arabophones, Juifs megorachim et enfin Morisques.
Le XXe siècle voit le bouleversement des structures sociales et démographiques marocaines, marqué par l'exode juif vers Israël, l'Europe et l'Amérique du Nord, les mouvements de migration internes dus à l'exode rural, ainsi que l'installation de communautés européennes à partir de la première moitié du XXe siècle puis africaines subsahariennes à partir du début du XXIe siècle.

### Transition démographique

#### Taux de fécondité
Selon un rapport du Conseil d'analyse économique français destiné au premier ministre français et publié en 2002 :
- « Au rythme actuel, il semble vraisemblable que la France et le Maghreb verront leurs niveaux de fécondité converger dans un avenir proche »[22].

Autour de 2012, les taux de fécondité sont repartis à la hausse dans les pays du Maghreb. Le Maroc ne semble pas vraiment avoir été concerné par ce phénomène. Aussi, entre 2014 et 2023, le nombre d'enfants par femme est passé de 2,21 à 2,05, c'est-à-dire en deçà du seuil de remplacement (2,1)[réf. nécessaire].
Le Maroc connait une transition démographique extrêmement rapide, il passe entre 1982 et 2004 de 5,5 à 2,5 enfants par femme. Ainsi, le Maroc a réalisé en 22 ans ce que la France avait mis 160 ans à achever,.
Cette baisse de la fécondité se manifeste de manière distincte selon le milieu de résidence et la classe sociale.
Entre 1962 et 2004 en milieu urbain l’indice de fécondité baisse de 5,5 enfants par femme en passant de 7,6 à 2,1. En milieu rural, cet indice a baissé de 3,8 enfants en passant de 6,9 enfants par femme à 3,1 enfants par femme.
En 2009 l’indice de fécondité a atteint 2,2 enfants par femme au niveau national. Il est de 2,7 enfants pour les femmes n’ayant pas été scolarisées, de 2 enfants pour les femmes dont le niveau scolaire ne dépasse pas le primaire et de 1,4 enfant seulement pour les femmes qui ont le niveau secondaire et plus.
En 2018, l'indice de fécondité s'élève à 2,38 enfants par femme, soit une légère augmentation depuis 2010.
En 2024 cependant les résultats du recensement indiquent que l'indice de fécondité est descendu sous le seuil de renouvellement de la population à 1,97 enfants par femme.
| 1962 | 1975 | 1982 | 1994 | 2004 | 2010 | 2014 | 2018 | 2024 |
| ---- | ---- | ---- | ---- | ---- | ---- | ---- | ---- | ---- |
| 7,20 | 5,91 | 5,52 | 3,28 | 2,47 | 2,19 | 2,21 | 2,38 | 1,97 |

### Nombre d’étrangers
Le Maroc connait un nombre croissant de ressortissants étrangers, en particulier subsahariens depuis le début des années 2000. Selon le HCP, le Maroc comptait, lors du recensement de 2014, 86 206 étrangers sur son territoire.
Au Maroc les migrations ne sont pas nouvelles alors que dans la 1re partie du XXe siècle il a été un pays d'émigration, le Maroc accueille désormais des ressortissants étrangers. Comme on le voit sur la Carte DemoMed représentant les dynamiques spatiales de l'immigration du Maroc. Les dynamiques ne sont pas les mêmes. Les étrangers sont arrivés grâce à plusieurs accords. Selon M. Fabre" Le Maroc bénéficie de plusieurs atouts. Les migrants sont souvent des étrangers retraités en quête de soleil et de repos. Le Maroc permet ce cadre de vie. Ainsi on observe qu'ils sont présents notamment près d'Agadir, mais aussi à Marrakech ou l'on note la présence importante de Français ou d'Espagnols. D'autres facteurs importants aident à l'accueil de ressortissants étrangers comme les accords économiques. Des conventions fiscales sont en effet passées, par exemple entre la France et le Maroc, les retraités peuvent ainsi toucher leur retraite malgré leur déménagement dans un cadre fiscal avantageux.
| Nationalité                      | 2014       |
| -------------------------------- | ---------- |
| Population totale du Maroc       | 33 800 000 |
| Population étrangère totale      | 84 001     |
| France                           | 21 344     |
| Sénégal                          | 6 066      |
| Algérie                          | 5 710      |
| Syrie                            | 5 225      |
| Espagne                          | 3 990      |
| Guinée                           | 2 424      |
| Côte d'Ivoire                    | 2 271      |
| Libye                            | 2 013      |
| Italie                           | 1 970      |
| République du Congo              | 1 955      |
| Tunisie                          | 1 859      |
| Mauritanie                       | 1 560      |
| États-Unis                       | 1 428      |
| Cameroun                         | 1 370      |
| Égypte                           | 1 279      |
| République démocratique du Congo | 1 160      |
| Mali                             | 1 139      |
| Belgique                         | 1 056      |
| Irak                             | 914        |
| Allemagne                        | 805        |

Source : Résidents étrangers au Maroc selon le haut-commissariat au plan

## Répartition géographique de la population
La population urbaine a fortement progressé au Maroc depuis 1950. Le taux de population urbaine au Maroc est passé de 10 % en 1926 à 55 % en 1998. Selon les chiffres du HCP, le Maroc compte 55,1 % d'urbains en 2004. En 2014 ce chiffre atteint 60 %. En 2014, plus d'un tiers de la population marocaine habite désormais sur l'axe Casablanca-Kénitra.
Selon le ministre marocain de l'Habitat Mohamed Nabil Benadbdallah (PPS) le Maroc devrait atteindre en 2022 environ 75 % d'habitants urbains.

## Santé

### Mortalité infantile
Le taux de mortalité maternelle dans le pays a chuté de 67 % entre 1990 et 2010 et le taux de mortalité des moins de cinq ans chuté de 60 % entre 1990 et 2011.

### Espérance de vie
En 2017, l’espérance de vie moyenne au Maroc est de 76 ans contre 63 ans en 1987.
Ce chiffre cache cependant de très fortes disparités géographiques et sociales.
Les Marocains habitant dans les grandes villes vivent, en moyenne, cinq ans de plus que les ruraux. L’espérance de vie à la naissance en milieu urbain est ainsi de 77 ans contre 72 ans en milieu rural. De plus, les marocains ayant un niveau d’éducation modeste ont tendance à fumer, consommer des quantités élevés de sucre.
Les 2 premières causes de mortalité au Maroc sont désormais les maladies cardio-vasculaires suivies des cancers.

## Projections

### Conséquences politiques
En 2006, le gouvernement marocain demande au démographe Youssef Courbage de l'INED et à l'anthropologue Emmanuel Todd de réaliser une étude sur l'évolution de la société marocaine. L'étude affirme qu'en matière de démographie, le Maroc est un des premiers pays d'Afrique à avoir amorcé sa transition démographique dès 1975 (après la Tunisie et l'Algérie). L’étude souligne que la chute de la natalité des femmes marocaines depuis les années 1980 bouscule le conservatisme social traditionnel et aura des conséquences politiques :
- "Avant la baisse de la tension démographique, doit être envisagée une période de tension sociale, durant laquelle la hausse du niveau éducatif et celle du niveau d’aspiration sociale de la population jeune, n’impliquent aucune amélioration de sa situation économique. Le problème est que le Maroc allie deux éléments de structure sociale contradictoires et générateurs de tension : un régime démographique de plus en plus occidentalisé avec un système de relations entre les sexes largement traditionnel (insistance sur la virginité de la femme, réprobation des relations sexuelles avant le mariage, prohibition du concubinage). Les implications psychologiques et politiques sont sérieuses dans un pays qui compte dans ses villes, 1,3 million de jeunes célibataires? La transition de la fécondité et l’entrée dans la modernité comportent quelques « déstabilisations », telles que l’érosion du modèle familial patriarcal, l’émergence des femmes dans la sphère publique avec les progrès de leur scolarisation et, enfin, la contradiction entre une liberté individuelle accrue offerte par la contraception et la croissance vertigineuse du nombre des célibataires, hommes et femmes. C’est au regard de ces évolutions que doivent s’analyser les phénomènes d’anxiété religieuse ou idéologique conjoncturels que l’on observe au Maroc".
- "En 1991, lors de la poussée islamiste, l’Algérie vivait une chute de fécondité d’une extrême brutalité. Tous les éléments de désorientation psychologique jouaient donc en même temps. Au Maroc, la maîtrise de la fécondité qui date de 1975 est irréversible. On ne peut envisager une tension du niveau de celle qui a déstabilisé l’Algérie".
- "La scolarisation de masse transforme les relations verticales, entre aînés et jeunes, et horizontales, entre hommes et femmes. On doit imaginer, au-delà de la phase transitoire de déstabilisation et de désorientation des comportements, l’émergence d’une société plus  égalitaire et plus ouverte. Les nouveaux modes d’union permettront de brasser les populations en rapprochant des conjoints venus d’horizons divers. Ces changements favoriseront l’avènement d’une classe moyenne plus consistante et d’une société plus égalitaire. En fait, la mutation démographique annonce, à moyen terme, l’avènement d’une société plus mûre pour la démocratie".